# Mansidão
Mansidão é um município brasileiro do estado da Bahia. Segundo o censo 2022 do IBGE, sua população era estimada em aproximadamente 13.919 habitantes, o município e cortado no sentido oeste-leste pelo rio Preto, sub-afluente do rio São Francisco.

## Transportes
As principais estradas que servem o município de Mansidão são: BA-451,BA-351 e BA-225 (estaduais); BR-020, BR-135 (federais)
Atualmente existe um anseio e necessidade muito grande por parte da população e governantes locais para a execução do trecho da BR 020 que se inicia na BR 135 logo depois da cidade de Barreiras, que é a principal cidade do oeste baiano, até a divisa com o estado do Piauí em Campo Alegre de Lourdes trecho este que corta o município mas que nunca saiu do papel.

## Organização Político-Administrativa
O Município de Mansidão possui uma estrutura político-administrativa composta pelo Poder Executivo, chefiado por um Prefeito eleito por sufrágio universal, o qual é auxiliado diretamente por secretários municipais nomeados por ele, e pelo Poder Legislativo, institucionalizado pela Câmara Municipal de Mansidão, órgão colegiado de representação dos munícipes que é composto por vereadores também eleitos por sufrágio universal.

### Atuais autoridades municipais de Mansidão
- Prefeito: Djalma Ramos de Oliveira - SD (2021/-)[9]
- Vice-prefeito: Elson dos Santos - REPU (2021/-)[9]
- Presidente da câmara: Vanilson Dias de Araújo - SD (2021/-)[10]